# Ella Toone
Ella Toone (født 2. september 1999) er en kvindelig engelsk fodboldspiller, der spiller angrebfor engelske Manchester United i FA Women's Super League og Englands kvindefodboldlandshold.
Hun blev første gang udtaget til det engelske A-landshold i september 2020 til en træningssamling. Her fik hun dog sin debut den 23. februar 2021 i 6–0 sejren over Nordirland, hvor hun blev indskiftet i halvlegen og senere scorede på straffespark. Under den nye landstræner Sarina Wiegman blev hun for første gang udtaget til den endelige EM-trup ved EM på hjemmebane, hvor hun blev indskiftet i 63. minut i åbningskampen mod Østrig på Old Trafford.
Den 27. maj 2021 blev det annonceret at Toone var udtaget til den officielle OL-trup for Storbritanniens olympiske hold ved Sommer-OL 2020 i Tokyo.